# Амазилія-берил сапфіроволоба
Амази́лія-берил сапфіроволоба (Saucerottia cyanifrons) — вид серпокрильцеподібних птахів родини колібрієвих (Trochilidae). Ендемік Колумбії.

## Опис

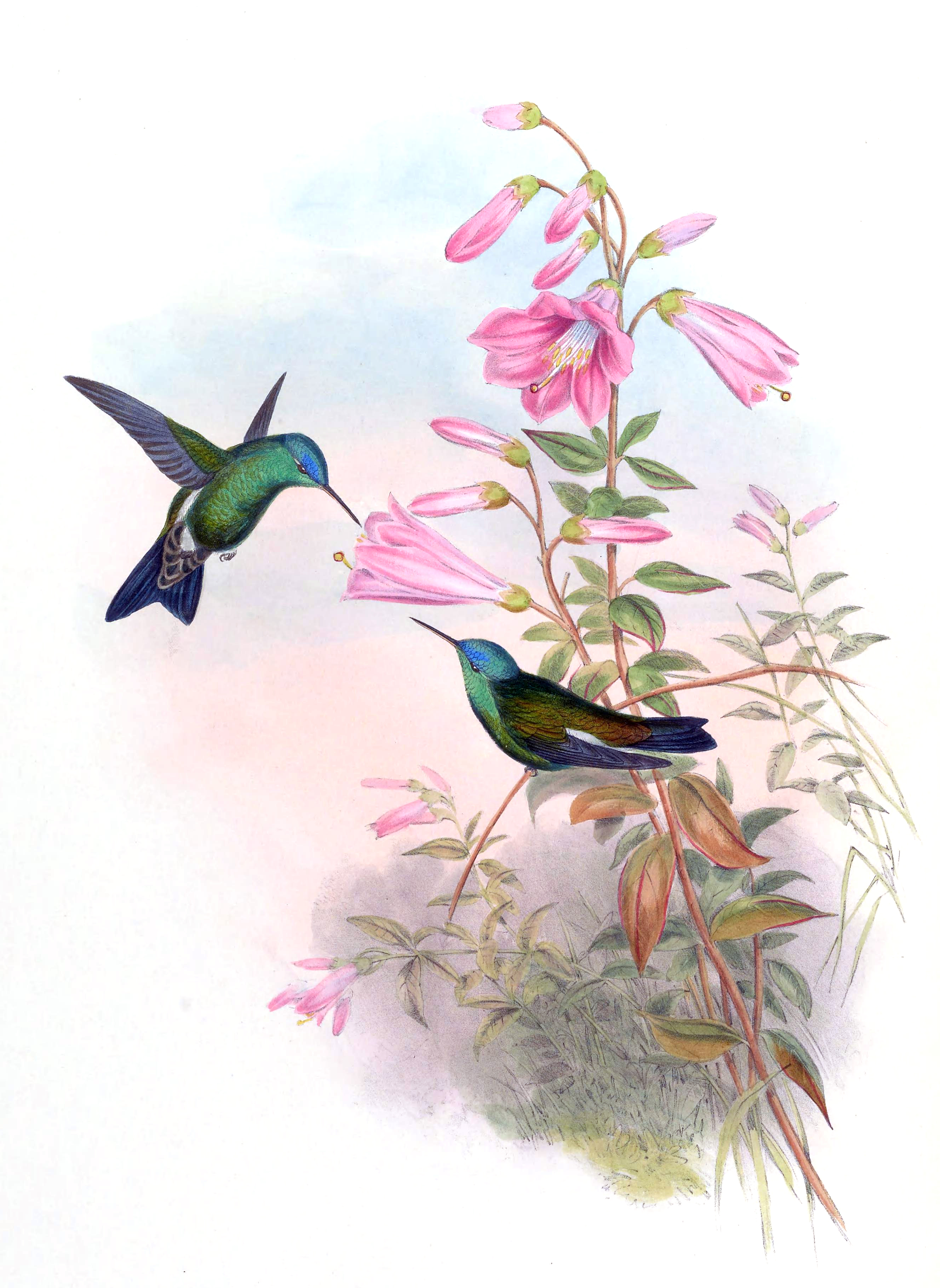
Сапфіроволоба амазилія-берил

Довжина птаха становить 9 см. У самців лоб і тім'я яскраво-сапфірово-сині, решта верхньої частина тіла зелена, блискуча, надхвістя мідно-бронзове. Нижня частина тіла яскраво-зелена, блискуча. На стегнах білі плями. Хвіст чинювато-чорний, дещо роздовєний. Дзьоб прями, довжиною 18 мм, зверху чорний, знизу червоний. Самиці є менш яскравими, ніж самці.

## Поширення і екологія
Сапфіроволобі амазилії-берили мешкають на західних схилах Східного хребта Колумбійських Анд. Вони живуть на узліссях вологих тропічних лісів, в чагарникових заростях, на плантаціях і в садах. Зустрічаються на висоті від 400 до 2000 м над рівнем моря. Живляться нектаром квітів, а також комахами.